# Please Don't Eat the Daisies
Please Don't Eat the Daisies és una pel·lícula estatunidenca de Charles Walters, estrenada el 1960.
El guió cinematogràfic, en part inspirat pel llibre Please Don't Eat The Daisies de Jean Kerr, un recull d'assajos humorístics, va ser de Isobel Lennart. La pel·lícula també presenta Janis Paige, Spring Byington, Richard Haydn, Patsy Kelly, i Jack Weston.
La sèrie de televisió del mateix nom la protagonitzava Patricia Crowley i Mark Miller i va ser estrenada cinc anys després, realitzant-se 58 episodis.

## Argument
Un crític teatral i la seva família (dona, quatre fills i un gos) es veuen obligats a abandonar Nova York, en vèncer el seu contracte de lloguer, i busquen una casa als afores lluny del renou de la gran ciutat. El problema és que el canvi d'ambient afecta les relacions familiars.
Allà esclataran els problemes derivats del que l'esposa considera una postura despietada del seu marit en l'exercici de la seva professió i intentarà donar-li una lliçó d'humilitat.

## Repartiment
- Doris Day: Kate Robinson Mackay
- David Niven: Lawrence Larry Mackay
- Janis Paige: Deborah Vaughn
- Spring Byington: Suzie Robinson
- Richard Haydn: Alfred North
- Patsy Kelly: Maggie
- Jack Weston: Joe Positano
- John Harding: Reverend Norman McQuarry
- Margaret Lindsay: Mona James
- Carmen Phillips: Mary Smith
- Mary Patton: Sra. Hunter
- Charles Herbert: David Mackay
- Stanley Livingston: Gabriel MacKay
- Flip Mark: George MacKay
- Baby Gellert: Adam McKay

## Critica
Una comèdia inclinada cap al vessant domèstic, bastant poca-solta i llarga en excés. Només les estimulants intervencions de Janis Paige poden arribar a justificar el seu visionat.